# Граф Роберт Парижский
«Граф Ро́берт Пари́жский» (англ. Count Robert of Paris) — исторический роман Вальтера Скотта, опубликованный в декабре 1831 года в издательстве Cadell and Co. в Эдинбурге и Whittaker and Co. в Лондоне. Входит в серию «Рассказы трактирщика» (англ. Tales of My Landlord), якобы написанную от лица Джедедии Клейшботама (англ. Jedediah Cleishbotham) из вымышленного города Гандерклау.
Действие происходит в Константинополе во время Первого крестового похода.

## История создания
В феврале 1826 года, во время работы над романом «Вудсток», Вальтер Скотт прочел «Книгу деяний мессира Жака де Лалена» (фр. Le Livre des faits de messire Jacques de Lalaing). Автор счел их скучными, но решил, что историю можно превратить в рыцарский роман.
Запись в дневнике от 19 февраля гласит:

…читаю Хронику доброго рыцаря мессира Жака де Лалена — историю любопытную, хотя и однообразную из-за постоянных описаний похожих друг на друга сражений, изображаемых все одними и теми же фразами… Что-нибудь можно будет, очевидно, сделать из повести о рыцарской доблести, о том, как Жак де Лален выходил на «поединок честолюбия» каждое первое число месяца на протяжении года.

Осенью 1830 года он взялся за эту тему снова. Издатель Скотта Роберт Каделл пытался убедить писателя не браться за обширный труд. Несмотря на ухудшающееся здоровье, Скотт отказался, так как верил в большой потенциал этой темы. В его глазах конфликт двух цивилизаций — восточной и западной — представлял собой переломный, имевший важные последствия момент истории. Первоначальным названием было просто «Роберт Парижский», затем Скотт изменил его на «Граф Роберт Парижский», чтобы избежать путаницы с богословом Иоанном Парижским.
Одновременно он работал над следующим романом — «Замок опасный», — который хотел издать вместе с «Графом Робертом Парижским» в серии «Рассказы трактирщика». Друзья опасались за здоровье писателя (он за это время испытал два апоплексических удара), врач посоветовал ему сменить обстановку на более здоровый климат. Скотт согласился на путешествие лишь при условии, что закончит оба романа. В конечном итоге, автор остался недоволен «Графом Робертом», несмотря на многочисленные правки. Роман был опубликован в декабре 1831 года совместно с «Замком опасным».
В 2000 году в России на экраны вышел фильм «Рыцарский роман» снятый по мотивам «Графа Роберта Парижского».